# Дефектографија
Дефекографија  врста је минимално инвазивна метода  радиолошког снимања у коме се механика дефекације пацијента визуелизује у реалном времену помоћу флуороскопа. Захваљујући овој методи може да се утврди анатомија и функција аноректума и карличног дна и обаве динамички тестови у различитим фазама током дефекације.

## Називи
Дефекографија - проктографија, проктографија дефекације -  евакуациона проктографија - динамички ректални преглед 

## Историја
Дефиниција проктографија дефекације  уведена је 1945. године, на крају Другог светског рата. Процедура је постала популарна у то време избијања епидемије  бичевог црва, за који се зна да изазива ректални пролапс. Од тада се користи за дијагнозу различитих аноректалних поремећаја, укључујући анизам и друге узроке опструкције дефекације.
Временом метод је пала у немилост због неадекватне обуке у техници. Сада се ради само у неколико институција. 

## Индикације
Дефекографија може бити индикована из следећих разлога:
- Процена симптома опструкције ректалног излаза (опструкције дефекације).
- Процена свих врста ректалне (фекалне) инконтиненције.
- Сумња на стања као што су унутрашња ректална интусусцепција, ентерокеле, анизам, ректокеле или сигмоидокеле.
- Упоредни приказ стања пре и после хируршке корекције опструкције ректалног излаза (опструкција дефекације).[2]
- Разликовања предње и задње ректокеле.[4]
- Код спољашњег ректалног пролапса који није директно визуелизован током прегледа, јер ова радиографска пројекција  показује његово присуство.

## Поступак
Код жена, припрема пре процедуре укључује размазивање мале количине контрастног средства баријума у вагину, што ће помоћи да се идентификује да ли је присутна предња ректокела, ентерокела или сигмоидокела.
Сама техника укључује уметање пиштоља за заптивање у ректум са накнадном ручном инфузијом баријумске пасте док не дође до одговарајуће дистензије црева. Пацијент се затим пребацује у преносиву пластичну комоду која се налази поред флуороскопа који бележи дефекацију. Позиционирање рендгенске камере је од највеће важности јер је визуализација задњице, ректалног свода и доњег дела карлице критична.

## Дијагностички значај
Анатомски и физиолошки параметри који се могу објективно измерити овом методом укључују:
| Параметри                      | Опис резултата |
| ------------------------------ | --- |
| Аноректални угао               | Средња аксијална уздужна оса ректума и аналног канала, створена предњим повлачењем пуборекталног ремена на нивоу аноректалног споја. У мировању овај угао је на 90—100°. Како болесник постаје активнији угао је 70—90°, а када пацијент стегне аналне сфинктере и мишиће карличног дна и током дефекације угао је туп (110—180°). |
| Перинеално спуштање            | Перинеално спуштање је каудадни покрет карличног дна током напрезања. Дефекација обично укључује опуштање карличног дна (леватор ани), што доводи до спуштања перинеума. Након напрезања, дешава се супротно, перинеум се подиже. Из проктограма, спуштање се израчунава повлачењем замишљене линије (пубококцигеалне линије) између најниже тачке на стидној кости и врха тртице. Нормално перинеално спуштање или повишење је мање од 4сантиметра од пубококцигеалне линије у било ком смеру (супериорни или инфериорни). |
| Ефикасност пражњења/евакуације | Код нормалног пражњења евакуације ректалног садржаја крече се од 90% до 100% |
| Дужина аналног канала          | Мери се током максималне евакуације ректалног садржаја. |
| Ширина аналног канала          | Поново мерено током максималне евакуације, обично је мања од 2,5 цантиметра. |

## Интерпретација резултата
| Дијагноза                                          | Тумачење резултата |
| -------------------------------------------------- | --- |
| Анизам (дисинергија карличног дна)                 | Предложено је да неки пацијенти могу бити осрамоћени овом процедуром, што даје налазе абнормалне дефекације. На пример, пацијент можда неће моћи да се опусти под условима, што доводи до неуспеха релаксације пуборекталиса и лажно позитивне дијагнозе анизма. Такође је пријављено да постоји висока стопа лажно позитивних дијагноза анисмуса са аноректалном манометријом из сличних разлога. |
| Ректокеле                                          | Ово је најчешћи налаз код ове врсте снимања. Најчешће се ради о предњој ректокели код које је предњи зид ректума избочи пут напред, у вагину код жена. Код мушкараца, простата даје већу подршку у овој области у односу на вагиналну шупљину, тако да су ректокеле, посебно предње ректокеле, ретке код мушкараца. Мање често и код мушкараца могу постојати задње ректокеле, где ректум избочи позади. И величина и ефикасност пражњења могу се проценити проктографијом. Пошто су многе ректокеле асимптоматске, ово може бити значајан налаз само ако постоје симптоми опструкције дефекације. Обично су ректокеле веће од 3 см и оне које се не празне су клинички значајне. |
| Ентерокеле и сигмоидоцеле                          | Ентерокеле је пролапс перитонеума који садржи део танког црева. Сигмоидоkела је пролапс перитонеума који садржи део сигмоидног колона. Код жена, ови пролапси се обично спуштају између ректума и вагине. Највероватније ће се видети током напрезања. |
| Ректални пролапс/Унутрашња ректална интусусцепција | Може се видети да ректум пролабира, било изнутра или споља. Може доћи до потешкоћа у разликовању унутрашње интусусцепције од нормалног ректалног набора. Дебљина интусусцепције је половина ширине интусусцепције (интусусцепција је удвостручен слој зида ректума). Ово ће се највероватније видети током напрезања. |
| Мегаректум                                         | Ово је превелика ширина (> 9 см) ректума на нивоу дисталног сакрума и непотпуна евакуација. |
| Синдром десцендентног перинеума                    | Ако се перинеум спусти > 4 см, може се дијагностиковати синдром силазног перинеума. |
| Фекална инконтиненција                             | Ако баријумска паста не остане у ректуму. |

## Дефектографија магнетном резонанцом
Магнетна резонанца (МРТ) је неинвазивна дијагностичка процедура коју лекари користе за дијагнозу различитих  здравствених стања. МРТ користи снажно магнетно поље, радиофреквентне импулсе и компјутер за производњу детаљних слика унутрашњих структура тела. МРТ не користи рендгенско зрачење. Према томе за разлику од рендгенских и компјутеризованих томографија (ЦТ), МРТ не користи зрачење. Уместо тога, радио таласи поново поравнавају атоме водоника који природно постоје у телу. Ово не изазива никакве хемијске промене у ткивима. Како се атоми водоника враћају у своје уобичајено поравнање, емитују различите количине енергије у зависности од врсте ткива у којем се налазе. Скенер хвата ову енергију и креира слику користећи те информације.
У већини МРТ јединица, магнетно поље се производи пропуштањем електричне струје кроз жичане завојнице. Други намотаји су унутар машине и, у неким случајевима, постављени су око дела тела који се снима. Ови калемови шаљу и примају радио таласе, производећи сигнале које детектује машина. Електрична струја не долази у контакт са пацијентом.
Компјутер обрађује сигнале и ствара низ слика, од којих свака приказује танак комад тела. Радиолог може да проучава ове слике из различитих углова.
МРТ је често у стању да разликује оболело и нормално ткиво боље од рендген, ЦТ и ултразвука.
Дефектографија магнетном резонанцом (ДМР) је неинвазивни тест који користи магнетну резонанцу за добијање слика у различитим фазама дефекације како би се проценило колико добро функционишу мишићи карлице и пружио увид у  структуре и функцију ректума  и  карличног дна, мрежи мишића који се пружају између стидне кости и кичме и абдоминалних органа које подржавају.
ДМР се користи  да помогне у одређивању узрока фекалне инконтиненције, затвора и других стања као што је пролапс карличних органа који могу ометати способност особе да одваја столицу.

### Предности
- Помаже у процени абнормалности карличног дна које може бити тешко дијагностиковати физичким прегледом и другим тестовима као што су анална манометрија, компјутерска томографија, колоноскопија  и сигмоидоскопија .
- Неинвазивна је техника снимања која не укључује излагање зрачењу.
- Слике мишића и карличних органа су јасније и детаљније него код других метода снимања. Ова детаљна процена чини МРТ непроцењивим алатом.
- Може помоћи лекарима да процене и структуру органа и како он функционише.
- Може открити абнормалности које би могле бити заклоњене костију другим методама снимања.

### Ризици
- Преглед не представља готово никакав ризик за просечног пацијента када се поштују одговарајуће безбедносне смернице.
- Иако јако магнетно поље није штетно само по себи, имплантирани медицински уређаји који садрже метал могу да кваре или изазову проблеме током МРИ прегледа.

### Ограничења
Слике високог квалитета зависе од оацијентових способности да останете савршено мирни и пратите упутства за задржавање даха док се слике снимају. Ако је пацијент узнемирен, збуњени или има  јак бол, можда ће  бити тешко да мирно лежите током снимања.
Особа која је веома велика можда се не уклапа у одређене врсте МРТ машина. Постоје ограничења тежине за скенере.
Имплантати и други метални предмети могу отежати добијање јасних слика. Покрет пацијента може имати исти ефекат.
Веома неправилан рад срца може утицати на квалитет слике. То је зато што неке технике темпирају снимање на основу електричне активности срца.
Садашњи подаци не показују убедљиве доказе да МРТ без контраста штети фетусу труднице. Међутим, ако постоји потреба за прегледом није временски осетљива, лекар може да одложи преглед до порођаја. Контрастна средства за МРТ као што је  гадолинијум се генерално избегавају током трудноће, осим у врло специфичним околностима. Лекари могу да ураде магнетну резонанцу након првог тромесечја како би проценили фетус за налазе који нису у потпуности процењени ултразвуком.